# Paralecanium minutum
Paralecanium minutum är en insektsart som beskrevs av Takahashi 1951. Paralecanium minutum ingår i släktet Paralecanium och familjen skålsköldlöss. Inga underarter finns listade i Catalogue of Life.